# Wulfoaldo
Wulfoaldo (fallecido en 680) fue mayordomo de palacio de Austrasia desde 656 o 661, desde cuando Grimoaldo fuera destituido del cargo (las cuentas varían: ver su artículo para detalles), hasta su muerte y mayordomo de palacio de Neustria y Borgoña de 673 a 675.
Fue regente de Austrasia durante la minoría de Childerico II hasta 670. Incluso después de que Childerico consiguiera su mayoría, Wulfoaldo mantuvo el poder real.  En 673, se convirtió en mayordomo de Neustria ya que Childerico accedió al trono. Pero a la muerte de Childerico, Wulfoaldo huyó a Austrasia.  Wulfoaldo y la nobleza proclamaron rey a Dagoberto II, pero Ebroino, el mayordomo de Neustria, intentó colocar a Clodoveo III en el trono de Austrasia para extender su influencia. No fue hasta 676 cuando Wulfoaldo consiguió situar a Dagoberto definitivamente en el trono. La guerra continuó en la frontera hasta 677, cuando Neustria reconoció la independencia de Austrasia. El rey Dagoberto II fue asesinado el 23 de diciembre de 679. Wulfoaldo sobrevivió a su rey sólo unos pocos meses.
| Precedido por Grimoaldo I el Viejo | Mayordomo de Palacio de Austrasia 656-680 | Sucedido por Pipino de Heristal |
| Precedido por Ebroino              | Mayordomo de Palacion de Neustria 673-675 | Sucedido por Leudesius          |

- Datos: Q980925